# ダリル・シモンズ
ダリル・シモンズ（Daryl Simmons、1957年4月11日 - ）は、アメリカ合衆国のR&Bミュージシャン、ソングライター、音楽プロデューサー。L・A・リード (L.A. Reid) とケネス・"ベイビーフェイス"・エドモンズによるプロデューサー・チーム（LA&ベイビーフェイス）と活動を共にしていた。
ボーイズIIメンの「エンド・オブ・ザ・ロード」(End of the Road)、キャリン・ホワイトの「スーパーウーマン」(Superwoman)、トニ・ブラクストンの「熱い吐息」(Breathe Again)、テヴィン・キャンベルの「アイム・レディ」(I'm Ready)、TLCの「ベイビー・ベイビー・ベイビー」(Baby-Baby-Baby)、ジョニー・ギルの「マイ・マイ・マイ」(My, My, My)、ドゥルー・ヒル (Dru Hill) の「ウィアー・ノット・メイキング・ラヴ・ノー・モア」(We're Not Making Love No More)、ホイットニー・ヒューストンの「クイーン・オブ・ザ・ナイト」(Queen of the Night)といった楽曲に関わっている。

## 受賞・ノミネート記録
グラミー賞
| 年                          | 作品                                                                                                 | 部門            | 結果       |
| --------------------------- | --- | --------------- | ---------- |
| 1989年 （第31回グラミー賞） | 「ドント・ビー・クルエル」 - "Don't Be Cruel" （歌唱・ボビー・ブラウン）                             | 最優秀R&Bソング | ノミネート |
| 1990年 （第32回グラミー賞） | 「スーパーウーマン」 - "Superwoman" （歌唱・キャリン・ホワイト）                                     | 最優秀R&Bソング | ノミネート |
| 1991年（第33回）            | 「マイ・マイ・マイ」 - "My, My, My" （歌唱・ジョニー・ギル）                                         | 最優秀R&Bソング | ノミネート |
| 1993年（第35回）            | 「エンド・オブ・ザ・ロード」 - "End of the Road" （歌唱・ボーイズIIメン）                            | 最優秀R&Bソング | 受賞       |
| 1994年（第36回）            | 「きみに聞いてほしいことがある」 - "Can We Talk" （歌唱・テヴィン・キャンベル）                      | 最優秀R&Bソング | ノミネート |
| 1995年（第37回）            | 「ユー・ミーン・ザ・ワールド・トゥ・ミー」 - "You Mean the World to Me" （歌唱・トニ・ブラクストン） | 最優秀R&Bソング | ノミネート |